# The Big Bow-Wow Strain
The Big Bow-Wow Strain es el primer y único álbum de estudio del cantautor Ken Burgan. Fue publicado el 26 de junio de 1974 a través del sello discográfico Blue Thumb Records.

## Grabación y contenido
Las sesiones de grabación de The Big Bow-Wow Strain tuvieron lugar en dos estudios diferentes de California: Electric Life Studios y Hollywood Sound Recorders. El álbum fue producido por Burgan, Billy Boggs y Gus Contos. Una vez completas las sesiones de grabación, Rik Pekkonen mezcló el álbum en Hollywood Sound Recorders. The Big Bow-Wow Strain contenía 11 canciones escritas por el propio Burgan. Los músicos de sesión incluían a Harvey Mason, Hilary Hamberg, John Girton, Judy Boggs, Maryann Price, Mike Saltsberg, Paul Humphrey y Wilton Felder.

## Recepción de la crítica
Un escritor no especificado de Record World declaró: “Con ironía, bolígrafo en mano y una perspectiva satírica, Ken Burgan hace su debut en Blue Thumb. Las melodías son de estilo country/folk, y sus interpretaciones vocales realzan enormemente su humor sardónico”. Un escritor no especificado de la revista Cash Box escribió: “Ken Burgan es el tipo de artista cuyo éxito se puede anticipar mucho antes de que se convierta en realidad y el proceso es apasionante”.

## Lista de canciones
Todas las canciones escritas y compuestas por Ken Burgan
Lado uno
1. «Hold on Tight» – 3:10
2. «Forty Years Old» – 2:49
3. «Willow Tree» – 3:39
4. «This Time» – 3:14
5. «'Til My Ship Rolls In» – 2:58
6. «Suit of Gold» – 2:52

Lado dos
1. «I'm Not Dangerous» – 3:09
2. «Silver Screen Star» – 4:05
3. «In The Streets» – 4:07
4. «Dog In Her Place» – 2:35
5. «Crude Rubies» – 5:52

## Créditos y personal
Créditos adaptados desde las notas de álbum de The Big Bow-Wow Strain.
Personal técnico
- Ken Burgan – productor
- Billy Boggs – productor, ingeniero de audio
- Gus Contos – productor
- Rik Pekkonen – ingeniero de audio, mezclas
- Arnie Ascosta – masterización
- Tom Wilkes – fotografía de portada, diseño